# Catthorpe
Catthorpe is een civil parish in het bestuurlijke gebied Harborough, in het Engelse graafschap Leicestershire. In 2001 telde het civil parish 179 inwoners. Catthorpe komt in het Domesday Book (1086) voor als 'Torp'.